# Convent-Raffinerie
Die Convent-Raffinerie (engl. Convent Refinery) ist eine US-amerikanische Raffinerie im Census-designated place von Convent im Bundesstaat Louisiana. Sie gehört seit 2017 komplett zum Konzern Royal Dutch Shell. Aufgrund der durch die Corona-Krise hervorgerufenen Auswirkungen auf den Ölmarkt gab Shell bekannt, die Raffinerie verkaufen zu wollen.

## Lage
Die Raffinerie befindet sich am Mississippi River auf einem 4,400 Acre großem Gebiet von Convent, welches über das Ascension Parish und das St. James Parish in Louisiana erstreckt. Sie liegt in etwa auf halber Strecke zwischen den Städten Baton Rouge und New Orleans.

## Geschichte
Die Raffinerie wurde 1967 von der Texaco errichtet. 1984 wurde die Raffinerie stark vergrößert und 1989 stieg Saudi Aramco als Partner ein. 1998 wurde sie durch das Joint venture Motiva übernommen. Das Joint venture bestand zunächst aus den Partnern Texaco, Royal Dutch Shell und Saudi Refining. Nach der Fusion der Texaco mit der Chevron Corporation wurden die Texaco-Anteile an die Royal Dutch Shell und Saudi Refining verkauft. 2017 wurde das Joint Venture aufgelöst und Shell übernahm alle Anteile an der Raffinerie.
Nachdem 2020 aufgrund der Corona-Krise der Öl- und Raffineriemarkt stark schrumpfte, entschloss sich die Shell, die Convent-Raffinerie zum Kauf anzubieten. Gleichzeitig wurden Rechte an Pipelines und Salzkavernen zur Lagerung von Ölprodukten mit zum Verkauf angeboten.
Da sich bis in den November 2020 kein Kaufinteressent für die Raffinerie fand, könnte die Raffinerie in der nächsten Zeit stillgelegt werden. Shell plant, sich bis 2025 von 14 Raffinerien (2020) auf nur noch sechs Standorte zu verkleinern.

## Technische Daten
Über Pipelines wird das Rohöl vom Louisiana Offshore Oil Port angeliefert. Zudem besteht die Möglichkeit, über zwei Piers am Mississippi River versorgt zu werden.
Die Raffinerie ist mit der Norco-Raffinerie von Shell, welche sich einige Kilometer flussabwärts befindet, verbunden.
Produkte der Raffinerie werden teilweise über die Bengal-Pipeline verpumpt.

### Verarbeitungsanlagen
- Atmosphärische Destillation
- Vakuum-Destillation
- FCC-Einheit
- Rückstands-Hydrockracken
- Reformer
- Entschwefelungsanlagen
- Wasserstofferzeugung
- Schwefelrückgewinnung